# بيزو كامبو تينشا
بيزو كامبو تينشا (بالإنجليزية: Pizzo Campo Tencia)‏ هو أحد جبال سلسلة جبال الألب ليبونتيني ويقع في كانتون تيسينو في سويسرا. يحتل المرتبة رقم 185 في قائمة جبال سويسرا من حيث الارتفاع، إذ يبلغ ارتفاعه حوالي 3072 متر، بينما يبلغ ارتفاع نتوء الجبل 754 متر، هذا وقد سجل أول وصول لقمة الجبل عام 1867.